# 文藝春秋 (雜誌)
《文藝春秋》（日语：／ Bungeishunjū ），是由日本文藝春秋出版社所出版發行的一份綜合性月刊雜誌。

## 雜誌概要
1923年1月，菊池寬私人投資創立了《文藝春秋》。 但是《文藝春秋》的實際發行日期卻是在1922年的年底。雜誌初期定價為10錢，發行量為3000份，而發行商則為春陽堂。 雜誌名源自菊池寬在《新潮》上所連載的文藝評論專欄名。 隨後，受關東大地震的影響，已經印刷好的同年9月號雜誌被焚燒殆盡，因而不得不宣佈暫時休刊。但此時《文藝春秋》的發行量已經取得了長足進步，而且還首次開創性地使用了“座談會”這個名詞。1930年代，《文藝春秋》從文藝類雜誌轉變為綜合類雜誌。同時由於它是芥川龍之介獎獲獎文章的刊登雜誌，因此權威性得到了極大的提高。盟總時期，由於菊池寬擔負戰爭責任而被“公職追放”，《文藝春秋》一度面臨停刊危機。《文藝春秋》的主編池島信平、鷲尾洋三與社長佐佐木茂索另行成立“文藝春秋新社”來接管《文藝春秋》的編輯、發行工作。
《文藝春秋》現在的發售日為每個月的10號（雜誌上標註的發行日為每月1號），雜誌採用的版型為A5紙，目錄為折疊式，而每期雜誌的頁數多為450頁。《文藝春秋》的報道覆盖包括政治、經濟、經營、社會、歷史、娛樂、軍事、皇室、教育、醫學、體育等多种领域。而日本知名的政治家、研究員、企業家、新聞記者、紀實文學作家、評論家會為《文藝春秋》提供各色新聞報道及評論，每期刊登的文章多達三十餘篇。而除了日本本土讀者之外，在日本以外也有海外日本人及知日派海外人士定期購買并閱讀《文藝春秋》。
創刊初期，《文藝春秋》上會刊登許多在女性讀者中擁有較高人氣的作家，如倉田百三和島田清次郎等人的新聞報道。而到了1970年代初期，由於從菊池時代遺留的報道習慣，有關作者的報道也略有出現。但是到了1980年代，由於發行商的壓力，《文藝春秋》的商業色彩開始變得濃厚，此類文章變得非常難以見到。但時至今日，或許是為了顧及讀者高齡化及嬰兒潮讀者的需要，有關昭和時期作者的報道和回憶又開始流行起來。
《文藝春秋》負責主辦或運營多個文學獎項，例如：每年2月號的“文藝春秋讀者獎”；3月號和9月號的“芥川龍之介獎”；6月號的“大宅壯－紀實文學獎”；7月號的“松本清張獎”和12月號的“菊池寬獎”。特別是每年刊登“芥川龍之介獎”獲獎文章的時候，《文藝春秋》的銷量都會大漲。例如刊登剛滿20歲的獲獎作者金原瞳的作品《蛇信與舌環》；芥川獎最年輕獲獎者綿矢莉莎的作品《欠踹的背影》；以及搞笑藝人組合PEACE成員又吉直樹的作品《火花》時，雜誌的銷量都創下了記錄。雖然也有人批評這樣會導致獎項評委考慮“獲獎者的話題性”而引發獎項本身的公平性。
《文藝春秋》在書店及零售店里的新刊預告宣傳單多為紅色與黑色的雙色印刷，而使用的字體則為手寫毛筆字。該雜志亦是文藝春秋出版社的招牌出版物，故而在出版社內有“本誌”的稱呼。

### 立場與傾向
《文藝春秋》是一本持保守主義立場的雜誌。 《文藝春秋》對日本共產黨、社會民主黨等左派政黨持批判態度；因此即使是非時事類專欄也很少刊登這些政黨所屬政治家的文章。 而它同時對公明黨、創價學會則更具批判性，因此連相關人士（主要是這些政黨的幹部）都不願提及。
但與此同時，《文藝春秋》並不拒絕瀨戶內寂聽、澤地久枝、坂本龍一、森村誠一等左派作家及進步主義文化人（九條會支持者）的文章。

## 雜誌地位
《文藝春秋》在日本有著“國民雜誌”的美譽， 同時對於台灣日治時代成長起來的知識分子也有著深遠影響。 根據每日新聞社所實施的《全國閱讀情況調查》，1950年或1951年之後，《文藝春秋》無論是在“購買量”和“閱讀量”都處於“出類拔萃”的地位。 《文藝春秋》在當時的平均發行量約在50萬份到80萬份左右，而同類雜誌《中央公論》在1954年之後的最高發行量還不到14萬份。

### 調查數據
| 調查年 | 世界   | 中央公論 | 改造   | 文藝春秋 |
| ------ | ------ | -------- | ------ | -------- |
| 1947   | 不適用 | 不適用   | 不適用 | 不適用   |
| 1948   | 24位   | 14位     | 15位   | 8位      |
| 1949   | 未進榜 | 12位     | 13位   | 8位      |
| 1950   | 26位   | 10位     | 12位   | 3位      |
| 1951   | 23位   | 11位     | 13位   | 1位      |
| 1952   | 21位   | 9位      | 13位   | 2位      |
| 1953   | 16位   | 11位     | 17位   | 2位      |
| 1954   | 15位   | 11位     | 19位   | 2位      |
| 1955   | 15位   | 12位     | 停刊   | 2位      |
| 1956   | 18位   | 12位     | 停刊   | 2位      |
| 1957   | 18位   | 11位     | 停刊   | 2位      |
| 1958   | 未進榜 | 12位     | 停刊   | 3位      |
| 1959   | 19位   | 10位     | 停刊   | 3位      |
| 1960   | 19位   | 9位      | 停刊   | 2位      |
| 1961   | 19位   | 15位     | 停刊   | 2位      |
| 1962   | 19位   | 11位     | 停刊   | 2位      |
| 1963   | 29位   | 12位     | 停刊   | 2位      |
| 1964   | 20位   | 10位     | 停刊   | 2位      |
| 1965   | 23位   | 12位     | 停刊   | 1位      |
| 1966   | 19位   | 9位      | 停刊   | 1位      |
| 1967   | 17位   | 10位     | 停刊   | 1位      |
| 1968   | 21位   | 10位     | 停刊   | 1位      |
| 1969   | 不適用 | 不適用   | 停刊   | 不適用   |
| 1970   | 25位   | 25位     | 停刊   | 1位      |
| 1971   | 23位   | 13位     | 停刊   | 1位      |
| 1972   | 27位   | 12位     | 停刊   | 2位      |
| 1973   | 29位   | 14位     | 停刊   | 1位      |
| 1974   | 未進榜 | 17位     | 停刊   | 1位      |

| 調查年 | 世界   | 中央公論 | 改造 | 文藝春秋 |
| ------ | ------ | -------- | ---- | -------- |
| 1947   | 2位    | 3位      | 5位  | 6位      |
| 1948   | 13位   | 15位     | 12位 | 7位      |
| 1949   | 22     | 12位     | 13位 | 8位      |
| 1950   | 26位   | 10位     | 13位 | 3位      |
| 1951   | 22位   | 12位     | 14位 | 2位      |
| 1952   | 未進榜 | 9位      | 14位 | 1位      |
| 1953   | 18位   | 12位     | 19位 | 3位      |
| 1954   | 16位   | 12位     | 18位 | 3位      |
| 1955   | 18位   | 13位     | 停刊 | 3位      |
| 1956   | 20位   | 12位     | 停刊 | 3位      |
| 1957   | 19位   | 12位     | 停刊 | 3位      |
| 1958   | 未進榜 | 12位     | 停刊 | 4位      |
| 1959   | 20位   | 10位     | 停刊 | 4位      |
| 1960   | 20位   | 10位     | 停刊 | 2位      |
| 1961   | 19位   | 11位     | 停刊 | 2位      |
| 1962   | 22位   | 12位     | 停刊 | 2位      |
| 1963   | 33位   | 13位     | 停刊 | 2位      |
| 1964   | 22位   | 12位     | 停刊 | 1位      |
| 1965   | 23位   | 12位     | 停刊 | 1位      |
| 1966   | 22位   | 10位     | 停刊 | 1位      |
| 1967   | 18位   | 10位     | 停刊 | 1位      |
| 1968   | 24位   | 9位      | 停刊 | 1位      |
| 1969   | 22位   | 9位      | 停刊 | 1位      |
| 1970   | 27位   | 17位     | 停刊 | 1位      |
| 1971   | 27位   | 12位     | 停刊 | 1位      |
| 1972   | 27位   | 15位     | 停刊 | 2位      |
| 1973   | 31位   | 11位     | 停刊 | 1位      |
| 1974   | 未進榜 | 18位     | 停刊 | 1位      |
| 1975   | 37位   | 17位     | 停刊 | 1位      |
| 1976   | 50位   | 27位     | 停刊 | 1位      |
| 1977   | 47位   | 16位     | 停刊 | 1位      |
| 1978   | 未進榜 | 27位     | 停刊 | 1位      |
| 1979   | 不適用 | 不適用   | 停刊 | 不適用   |
| 1980   | 不適用 | 不適用   | 停刊 | 不適用   |
| 1981   | 未進榜 | 21位     | 停刊 | 1位      |
| 1982   | 未進榜 | 35位     | 停刊 | 1位      |
| 1983   | 未進榜 | 未進榜   | 停刊 | 1位      |
| 1984   | 未進榜 | 39位     | 停刊 | 1位      |
| 1985   | 未進榜 | 未進榜   | 停刊 | 1位      |
| 1985   | 未進榜 | 未進榜   | 停刊 | 1位      |

## 經典報道
- 1975年11月的《文藝春秋》特別號上，時任雜誌主編的田中健五（日语：田中健五）製作了名為“重新審視田中政權（田中政権を問い直す）”的特輯。特輯中包含由立花隆撰寫的《田中角榮研究——他的金脈與人脈》和由兒玉隆也（日语：児玉隆也）撰寫的《孤獨的越山會女王》兩篇有關“田中金脈問題（日语：田中金脈問題）”的報道。這成為迫使田中內閣總辭職的契機。

- 1986年《文藝春秋》10月號上，時任日本文部大臣的藤尾正行（日语：藤尾正行）發表了有關日韓關係等歷史問題的言論。隨後他的言論成為話題，執政黨自由民主黨的一部分成員要求其辭職。但該要求遭到其拒絕，最後根據其意願被罷免。本期雜誌被追加增印，同時在次月的11月號上發表了續篇。藤尾正行在第二年獲得了“文藝春秋讀者獎”。

- 1990年《文藝春秋》12月號上刊載了《昭和天皇的八小時獨白 太平洋戰爭的全貌》。當期雜誌發行量突破105萬份。次年，文藝春秋出版社發行了《昭和天皇獨白錄 附寺崎英成的御用日記》。后又在文春文庫以《昭和天皇獨白錄》的名字發行。

- 2004年《文藝春秋》3月號刊登了第130屆芥川龍之介獎的獲獎名單及文章，金原瞳與綿矢莉莎共獲此獎。由於綿矢莉莎創下芥川龍之介獎最年輕得主的新聞引起話題，使得該期雜誌初次印刷量就突破80萬份，最後創下雜誌史上最高的118萬5000份的記錄。

- 2015年《文藝春秋》9月號刊登了第153屆芥川龍之介獎的獲獎名單及文章，搞笑組合PEACE的成員又吉直樹的作品《火花》獲獎。該期雜誌初次印量為92萬3000份，而最後印量則是110萬3000份。[13]

## 相關醜聞
- 1999年的《文藝春秋》12月號上刊載了一篇名為《第一勸銀不良債券巨額虧損》的報道，揭露當時第一勸業銀行因為投資大量不良債券而出現巨額虧損的狀況。然而經過《周刊新潮》、《周刊POST》等其他雜誌的檢查，這篇報道中的部分內容並未經過嚴格的來源審查，而報道中的錯誤多達六十餘處。另據報道，負責當日新聞撰寫的《朝日新聞》記者在利用“朝日新聞”名義採訪相關素材之後即為《文藝春秋》供稿，而他在供稿中修改了部分數據。

- 2005年的《文藝春秋》12月號上刊登了由笹幸惠（日语：笹幸恵）撰寫的《“巴丹死亡行軍” 女人獨自完成》的文章。該文章因為內容“嚴重歪曲歷史”而遭受猶太人人權組織西蒙·維森塔爾中心等機構的抗議。[14]

### 腳註
1. ↑  例外的個案包括2005年《文藝春秋》9月號的“終戰50週年特輯”里刊發了日本社會黨及社會民主黨原黨領袖土井多賀子的文章《戰爭體驗談》以及蘇聯解體時，也刊登過日本共產黨黨員不破哲三的見解。

### 出典
1. ↑  「文春オンライン」編集部. . 文春オンライン.   [2018-12-30]. （原始内容存档于2018-09-27） （日语）.
2. ↑  石塚振. . WWD Japan.   [2018-12-30]. （原始内容存档于2018-12-31）.
3. ↑  . 日本雜誌協會.   [2018-12-30]. （原始内容存档于2019-08-11） （日语）.
4. 1 2  菊池寛. . 文藝春秋.   [2018-12-31]. 原始内容存档于1999-05-02 （日语）.
5. ↑  和田篤太郎. .   [2019-01-03]. （原始内容存档于2012-10-15）.
6. ↑  . ジャパンアーカイブズ.   [2019-01-03]. （原始内容存档于2019-08-11）.
7. ↑  佐藤都.  (PDF). 北海道大学大学院国際広報メディア・観光学院院生論集. 2012-03, (8): 100–108  [2018-12-31]. hdl:2115/49173. （原始内容存档 (PDF)于2016-12-21） （日语）.
8. 1 2 3  竹内 2011，第81頁.
9. ↑  張宜. . Shopping Design.   [2018-12-31]. （原始内容存档于2020-11-26）.
10. ↑  張文聰. . Openbook閱讀通.   [2018-12-31]. （原始内容存档于2020-09-19）.
11. 1 2  我愛羅119. . udn部落格. 扎誌.   [2018-12-31]. （原始内容存档于2013-04-21）.
12. 1 2  竹内 2011，第82頁.
13. ↑  . 產經新聞.   [2018-12-31]. （原始内容存档于2016-05-09） （日语）.
14. ↑  古沢由紀子. . 讀賣新聞.   [2018-12-31]. （原始内容存档于2006-01-18） （日语）.

### 文獻
- 竹內洋（日语：竹内洋）. . 中央公論新社. 2011-10-25  [2018-12-31]. ISBN 9784120043000. （原始内容存档于2019-08-09） （日语）.

## 外部連接
- 官方网站 （日語）
- 文藝春秋編集部的X（前Twitter）